# إدوين بي. هووبر
إدوين بي. هووبر (بالإنجليزية: Edwin B. Hooper)‏ هو عسكري أمريكي، ولد في 26 فبراير 1909 في وينثروب ‏ في الولايات المتحدة، وتوفي في 26 سبتمبر 1986 في أنابولس في الولايات المتحدة.